# Williams Street
Williams Street Productions, LLC, d/b/a Williams Street und früher bekannt als Ghost Planet Industries, ist ein amerikanisches Animations- und Live-Action-Fernsehproduktionsstudio, das zur Abteilung Global Kids, Young Adults and Classics von Warner Bros. Entertainment, einer Abteilung von AT&Ts WarnerMedia, gehört. Als Studio dient das interne Produktionsstudio von Adult Swim.

## Geschichte
Das Studio wurde am 15. April 1994 von Mike Lazzo, Keith Crofford und Andy Merrill gegründet. Es hat seitdem mehrere ausgezeichnete Serien und Filme produziert.

## Produktionen (Auswahl)
- Space Ghost Coast to Coast
- Sealab 2021
- Tropical Cop Tales
- Newsreaders
- NTSF:SD:SUV::
- The Jellies!
- Mr. Pickles
- Rick and Morty
- Xavier: Renegade Angel
- Metalocalypse
- Robot Chicken